# 원주시 을
원주시 을은 대한민국의 국회의원 선거구이다. 강원특별자치도 원주시 일부 지역을 관할한다. 현 지역구 국회의원은 더불어민주당의 송기헌이다.

## 역사
대한민국 제19대 국회의원 선거를 앞두고 원주시 선거구가 갑, 을로 분구되면서 신설되었다. 신설 당시 소초면, 흥업면, 판부면, 신림면, 개운동, 명륜1동, 명륜2동, 단구동, 봉산동, 행구동, 반곡관설동을 관할하였으며 나머지 지역은 원주시 갑이 되었다.

## 관할 구역
| 대수  | 관할 구역                                                                                           |
| ----- | --------------------------------------------------------------------------------------------------- |
| 19대~ | 원주시 소초면, 흥업면, 판부면, 신림면, 개운동, 명륜1동, 명륜2동, 단구동, 봉산동, 행구동, 반곡관설동 |

## 역대 국회의원
| 선거   | 정당 | 정당         | 의원   |
| ------ | ---- | ------------ | ------ |
| 2012년 |      | 새누리당     | 이강후 |
| 2016년 |      | 더불어민주당 | 송기헌 |
| 2020년 |      | 더불어민주당 | 송기헌 |
| 2024년 |      | 더불어민주당 | 송기헌 |

## 역대 선거 결과

### 대한민국 제19대 국회의원 선거
|  | 48.73% |

|  | 46.22% |

|  | 5.04% |

### 대한민국 제20대 국회의원 선거
|  | 44.27% |

|  | 43.82% |

|  | 10.65% |

|  | 1.24% |

### 대한민국 제21대 국회의원 선거
|  | 53.88% |

|  | 43.18% |

|  | 0.85% |

|  | 0.85% |

|  | 0.70% |

|  | 0.50% |

### 대한민국 제22대 국회의원 선거
|  | 54.08% |

|  | 45.91% |